# Kudasai
Christian Songco, mer känd som Kudasai (japanska som betyder ungefär "Ge mig snälla") eller Kudasaibeats är en filippinsk/mexikansk lo-fi artist från Chino Hills, Kalifornien. Artistnamnet kommer från låten "Chotto Matte Kudasai (Never Say Goodbye)" av The Sandpipers.

## Karriär
Songco började fokusera på sin musik 2016/2017 efter att ha blivit inspirerad av musik från Soundcloud, och fokuserar på lo-fi (samt lo-fi hip hop). Första albumet "Falling" släpptes 2017. Hans andra album "Silver Lining", släpptes 20 augusti 2021. Sedan dess har Songco mest släppt singlar, både självständigt och i samarbete med andra artister såsom Daleun. Soncos använder sig av en launchpad, gitarr, ett keyboard, diverse mjukvaror, samt samples för att producera sina låtar. Kudasai har växt till att bli en respekterad artist inom lo-fi scenen med hjälp av Youtube-kanaler som laddar upp hans låtar. "the girl i haven't met" är, på Youtube, den mest tittade på av hans låtar och har den 22 oktober 2023, över 59 miljoner visningar.